# Lekkoatletyka na Letnich Igrzyskach Olimpijskich 1980 – bieg na 800 m kobiet
Bieg na 800 metrów kobiet podczas XXII Letnich Igrzysk Olimpijskich w Moskwie rozegrano 24 (eliminacje), 25 (półfinały) i 27 lipca 1980 (finał) na Stadionie Łużniki. Zwyciężczynią została reprezentantka Związku Radzieckiego Nadieżda Olizarenko, która w finale ustanowiła rekord świata uzyskując czas 1:53,43.

## Rekordy
|                   | Zawodniczka       | Narodowość | Czas    | Data               | Miejsce  |
| ----------------- | ----------------- | ---------- | ------- | ------------------ | -------- |
| Rekord świata     | Tatjana Kazankina | ZSRR       | 1:54,94 | 26 lipca 1976(dts) | Montreal |
| Rekord olimpijski | Tatjana Kazankina | ZSRR       | 1:54,94 | 26 lipca 1976(dts) | Montreal |

## Wyniki
| Poz. - pozycja |
| – rekord świata \| – rekord krajowy \| – rekord życiowy \| = – wyrównany rekord życiowy \| · – najlepszy wynik w sezonie \| = – wyrównany najlepszy wynik w sezonie \| – rekord olimpijski |
| Fn – falstart \| DNF – nie ukończył \| DNS – nie wystartował \| DSQ – zdyskwalifikowany |

### Eliminacje
Rozegrano cztery biegi eliminacyjne. Do półfinałów awansowały po trzy najlepsze zawodniczki z każdego biegu (Q) oraz cztery z najlepszymi czasami spośród pozostałych (q).

#### Bieg 1
| Poz. | Zawodniczka     | Narodowość      | Rezultat | Uwagi |
| ---- | --------------- | --------------- | -------- | ----- |
| 1    | Gabriella Dorio | Włochy          | 2:01,37  | Q     |
| 2    | Olga Miniejewa  | ZSRR            | 2:01,45  | Q     |
| 3    | Doina Beșliu    | Rumunia         | 2:01,84  | Q     |
| 4    | Christina Boxer | Wielka Brytania | 2:02,06  | q     |
| 5    | Mwinga Mwanjala | Tanzania        | 2:05,16  |       |
| 6    | Geeta Zutshi    | Indie           | 2:06,53  |       |
| 7    | Fantaye Sirak   | Etiopia         | 2:08,62  |       |

#### Bieg 2
| Poz. | Zawodniczka            | Narodowość | Rezultat | Uwagi |
| ---- | ---------------------- | ---------- | -------- | ----- |
| 1    | Nadieżda Olizarenko    | ZSRR       | 1:59,23  | Q     |
| 2    | Jolanta Januchta       | Polska     | 1:59,64  | Q     |
| 3    | Weseła Jacinska        | Bułgaria   | 1:59,83  | Q     |
| 4    | Anne-Marie Van Nuffel  | Belgia     | 2:00,02  | q     |
| 5    | Daniela Porcelli       | Włochy     | 2:10,70  |       |
| 6    | Albertine Rahéliarisoa | Madagaskar | 2:11,67  |       |
| 7    | Margaret Morel         | Seszele    | 2:16,94  |       |

#### Bieg 3
| Poz. | Zawodniczka          | Narodowość | Rezultat | Uwagi |
| ---- | -------------------- | ---------- | -------- | ----- |
| 1    | Tatjana Prowidochina | ZSRR       | 1:58,44  | Q     |
| 2    | Martina Kämpfert     | NRD        | 1:58,73  | Q     |
| 3    | Nikolina Szterewa    | Bułgaria   | 1:58,83  | Q     |
| 4    | Anna Bukis           | Polska     | 1:58,90  | q     |
| 5    | Agnese Possamai      | Włochy     | 2:04,01  |       |
| 6    | Fatalmoudou Touré    | Mali       | 2:19,71  |       |
| –    | Sakina Boutamine     | Algieria   | DNS      |       |

#### Bieg 4
| Poz. | Zawodniczka           | Narodowość   | Rezultat | Uwagi |
| ---- | --------------------- | ------------ | -------- | ----- |
| 1    | Hildegard Ullrich     | NRD          | 2:00,10  | Q     |
| 2    | Fița Lovin            | Rumunia      | 2:00,13  | Q     |
| 3    | Totka Petrowa         | Bułgaria     | 2:00,53  | Q     |
| 4    | Elżbieta Katolik      | Polska       | 2:01,13  | q     |
| 5    | Lilian Nyiti          | Tanzania     | 2:11,05  |       |
| 6    | Hala El-Moughrabi     | Syria        | 2:17,59  |       |
| 7    | Acacia Mate           | Mozambik     | 2:19,70  |       |
| 8    | Eugenia Osho-Williams | Sierra Leone | 2:33,35  |       |

### Półfinały
Rozegrano dwa biegi półfinałowe. Do finału awansowały po trzy najlepsze zawodniczki z każdego biegu oraz dwie z najlepszymi czasami spośród pozostałych.

#### Bieg 1
| Poz. | Zawodniczka           | Narodowość | Rezultat | Uwagi |
| ---- | --------------------- | ---------- | -------- | ----- |
| 1    | Olga Miniejewa        | ZSRR       | 1:57,50  | Q     |
| 2    | Martina Kämpfert      | NRD        | 1:58,03  | Q     |
| 3    | Tatjana Prowidochina  | ZSRR       | 1:58,29  | Q     |
| 4    | Nikolina Szterewa     | Bułgaria   | 1:58,87  | q     |
| 5    | Gabriella Dorio       | Włochy     | 1:58,94  | q     |
| 6    | Doina Beșliu          | Rumunia    | 2:00,72  |       |
| 7    | Elżbieta Katolik      | Polska     | 2:01,08  |       |
| 8    | Anne-Marie Van Nuffel | Belgia     | 2:01,99  |       |

#### Bieg 2
| Poz. | Zawodniczka         | Narodowość      | Rezultat | Uwagi |
| ---- | ------------------- | --------------- | -------- | ----- |
| 1    | Nadieżda Olizarenko | ZSRR            | 1:57,69  | Q     |
| 2    | Hildegard Ullrich   | NRD             | 1:58,61  | Q     |
| 3    | Jolanta Januchta    | Polska          | 1:58,84  | Q     |
| 4    | Fița Lovin          | Rumunia         | 1:59,11  |       |
| 5    | Weseła Jacinska     | Bułgaria        | 1:59,84  |       |
| 6    | Totka Petrowa       | Bułgaria        | 1:59,97  |       |
| 7    | Anna Bukis          | Polska          | 2:00,23  |       |
| 8    | Christina Boxer     | Wielka Brytania | 2:00,89  |       |

### Finał
| Poz. | Zawodniczka          | Narodowość | Rezultat | Uwagi |
| ---- | -------------------- | ---------- | -------- | ----- |
| 1    | Nadieżda Olizarenko  | ZSRR       | 1:53,43  | [ 1 ] |
| 2    | Olga Miniejewa       | ZSRR       | 1:54,81  |       |
| 3    | Tatjana Prowidochina | ZSRR       | 1:55,46  |       |
| 4    | Martina Kämpfert     | NRD        | 1:56,21  |       |
| 5    | Hildegard Ullrich    | NRD        | 1:57,20  |       |
| 6    | Jolanta Januchta     | Polska     | 1:58,25  |       |
| 7    | Nikolina Szterewa    | Bułgaria   | 1:58,71  |       |
| 8    | Gabriella Dorio      | Włochy     | 1:59,12  |       |